# Timàlia becgrossa negra
La timàlia becgrossa negra (Stachyris humei) és un ocell de la família dels timàlids (Timaliidae).

## Hàbitat i distribució
Habita boscos, sotabosc, matolls i bambú a l'Himàlaia de l'Índia i Sikkim.

## Taxonomia
Aquesta espècie era considerada l'única de l'obsolet gènere Sphenocichla Godwin-Austen et Walden, 1875. Més tard es va separar en dues espècies, S. humei i S.roberti. Anys després ambdues espècies van ser incloses al gènere Stachyris arran Moyle et al, 2012.